# 小行星7016
小行星7016（7016 Conandoyle）是一颗绕太阳运转的小行星，为主小行星带小行星。该小行星于1991年12月30日发现。

## 轨道参数
小行星7016的轨道半长轴为2.2645143 UA，离心率为0.175。